# Danilo Luís Hélio Pereira
Danilo Luís Hélio Pereira vagy egyszerűen Danilo Pereira (Bissau, 1991. szeptember 9. –) bissau-guineai születésű portugál válogatott labdarúgó, az el-Áttihád játékosa.

## Pályafutása

### Klubcsapatokban

#### A kezdetek
Pereira Bissau-Guineasban született. Ötéves korában ő és családja Portugáliába költözött. Ifjúsági labdarúgóként Lisszabonban és környéki klubokban nevelkedett, mint például az Arsenal 72, az Estoril és a Benfica klubjaiban.
A Benfica úgy döntött, hogy nem szerződteti profinak, ezért az olasz Parma igazolta le 2010-ben. A 2010–11-es idény második felét kölcsönben a görög Árisz csapatában töltötte. Miután visszatért Olaszországba 2011. december 21-én csereként mutatkozott be a Serie A-ban a Catania elleni 3–3-as döntetlennel záródó találkozón.
A 2012–13-as kiírásban ismét kölcsönadták, ezúttal a holland Roda JC-nek és nagy szerepe volt abban, hogy az egyesült megőrizhette élvonalbeli tagságát.

#### Marítimo
2013. augusztus 1-jén visszatért Portugáliába és a Marítimóhoz szerződött. 17 nappal később debütált a Primeira Liga-ban korábbi klubja, a Benfica elleni 2–1-es hazai győzelem során. Első gólját december 19-én jegyezte a Braga elleni 2–2-es meccsen. A szezon során 32 alkalommal szerepelt. Csapata a 6. helyen zárta az idényt, amellyel épphogy lemaradt az Európa-liga indulásról.
2015. május 29-én játszotta utolsó mérkőzését a Marítimo színeiben a Portugál ligakupa döntőjében, ahol 2–1 arányban kikaptak a Benficától.

#### Porto
2015. július 2-án négy évre aláírt az FC Porto egyesületéhez 4,5 millió euró ellenében. 33 találkozó alatt 6 gólt szerzett. 2016 októberében őt nevezték ki a Porto év játékosának.
2017 szeptemberében és decemberében kiérdemelte a Primeira Liga hónap középpályása címet. 2018. január 24-én a Sporting ellen egy ligakupa-mérkőzésen sérülést szenvedett, melynek következtében több hónapot kihagyni kényszerült.
2019. május 25-én a Portugál kupa döntőjében a Sporting ellen 2–2-es döntetlen után, tizenegyespárbajban ugyan értékesítette tudta a maga büntetőjét, de így is 5–4-re elveszítették a kupát. Héctor Herrera távozása után ő kapta meg a csapatkapitányi karszalagot. A szezon végén bajnoki címet ünnepelhetett.

#### Paris Saint-Germain
2020. október 5-én egyéves kölcsönszerződés keretein belül csatlakozott a francia bajnok Paris Saint Germain gárdájához, akik 4 millió eurót fizettek érte. A kontraktusban kötelező vásárlási opciót rögzítettek, melynek az összege 16 millió euró. 15 nappal később lépett először pályára a párizsiak mezében a Manchester United elleni 1–2-re elvesztett Bajnokok Ligája csoportmérkőzésen. Szintén ebben volt első Ligue 1-találkozója is, a Dijon elleni 4–0-s sikerben.

#### El-Áttihád
2024. szeptember 2-án 5 millió euróért szerződtette a szaúdi el-Áttihád.

### A válogatottban
Pereira Portugáliát választotta válogatottjának és részt vett a 2011-es U20-as világbajnokságon is.
2015. március 21-én mutatkozott be a felnőtt nemzeti együttesben Bernardo Silva cseréjeként 62 perc után a Zöld-foki szigetek elleni 0–2-s vereséggel záródó barátságos mérkőzésen. Fernando Santos szövetségi kapitány nevezte a 2016-os Európa-bajnokságra utazó keretbe. Első gólját június 8-án szerezte meg az Észtország elleni 7–0-ra megnyert összecsapáson.
2024. május 21-én Roberto Martínez szövetségi kapitány kihirdette 26 fős Európa-bajnoki keretét, amelyben ő is szerepelt.

## Statisztikái

### Klubcsapatokban
2020. december 16-án frissítve.
| Klub                             | Szezon           | Liga             | Liga  | Liga | Kupa  | Kupa | Ligakupa | Ligakupa | Európa | Európa | Egyéb | Egyéb | Összesen | Összesen |
| Klub                             | Szezon           | Bajnokság        | Mérk. | Gól  | Mérk. | Gól  | Mérk.    | Gól      | Mérk.  | Gól    | Mérk. | Gól   | Mérk.    | Gól      |
| -------------------------------- | ---------------- | ---------------- | ----- | ---- | ----- | ---- | -------- | -------- | ------ | ------ | ----- | ----- | -------- | -------- |
| Parma                            | 2010–11          | Serie A          | 0     | 0    | 0     | 0    | —        | —        | —      | —      | —     | —     | 0        | 0        |
| Parma                            | 2011–12          | Serie A          | 5     | 0    | 0     | 0    | —        | —        | —      | —      | —     | —     | 5        | 0        |
| Parma                            | Összesen         | Összesen         | 5     | 0    | 0     | 0    | —        | —        | —      | —      | —     | —     | 5        | 0        |
| Árisz (kölcsönben)               | 2010–11          | Görög szuperliga | 5     | 2    | —     | —    | —        | —        | —      | —      | —     | —     | 5        | 2        |
| Árisz (kölcsönben)               | Összesen         | Összesen         | 5     | 2    | —     | —    | —        | —        | —      | —      | —     | —     | 5        | 2        |
| Roda (kölcsönben)                | 2012–13          | Eredivisie       | 31    | 1    | 1     | 0    | —        | —        | —      | —      | 4     | 0     | 36       | 1        |
| Roda (kölcsönben)                | Összesen         | Összesen         | 31    | 1    | 1     | 0    | —        | —        | —      | —      | 4     | 0     | 36       | 1        |
| Marítimo                         | 2013–14          | Primeira Liga    | 28    | 1    | 2     | 0    | 2        | 0        | —      | —      | —     | —     | 32       | 1        |
| Marítimo                         | 2014–15          | Primeira Liga    | 29    | 3    | 4     | 0    | 5        | 0        | —      | —      | —     | —     | 38       | 3        |
| Marítimo                         | Összesen         | Összesen         | 57    | 4    | 6     | 0    | 7        | 0        | —      | —      | —     | —     | 70       | 4        |
| Porto                            | 2015–16          | Primeira Liga    | 33    | 6    | 5     | 0    | 0        | 0        | 7      | 0      | —     | —     | 45       | 6        |
| Porto                            | 2016–17          | Primeira Liga    | 28    | 4    | 2     | 0    | 1        | 0        | 10     | 0      | —     | —     | 41       | 4        |
| Porto                            | 2017–18          | Primeira Liga    | 19    | 1    | 3     | 2    | 2        | 0        | 6      | 1      | —     | —     | 30       | 4        |
| Porto                            | 2018–19          | Primeira Liga    | 26    | 2    | 4     | 1    | 3        | 0        | 10     | 0      | 0     | 0     | 43       | 3        |
| Porto                            | 2019–20          | Primeira Liga    | 26    | 2    | 3     | 0    | 2        | 0        | 9      | 0      | —     | —     | 40       | 2        |
| Porto                            | 2020–21          | Primeira Liga    | 3     | 0    | 0     | 0    | 0        | 0        | 0      | 0      | —     | —     | 3        | 0        |
| Porto                            | Összesen         | Összesen         | 135   | 15   | 17    | 3    | 8        | 0        | 42     | 1      | 0     | 0     | 202      | 19       |
| Paris Saint-Germain (kölcsönben) | 2020–21          | Ligue 1          | 7     | 0    | 0     | 0    | —        | —        | 6      | 0      | 0     | 0     | 13       | 0        |
| Paris Saint-Germain (kölcsönben) | Összesen         | Összesen         | 7     | 0    | 0     | 0    | —        | —        | 6      | 0      | 0     | 0     | 13       | 0        |
| Karrier összesen                 | Karrier összesen | Karrier összesen | 240   | 22   | 24    | 3    | 15       | 0        | 48     | 1      | 4     | 0     | 331      | 26       |

### A válogatottban
2020. november 17-én frissítve.
| Nemzet     | Év       | Mérkőzés | Gól |
| ---------- | -------- | -------- | --- |
| Portugália | 2015     | 7        | 0   |
| Portugália | 2016     | 10       | 1   |
| Portugália | 2017     | 10       | 0   |
| Portugália | 2018     | 4        | 0   |
| Portugália | 2019     | 6        | 1   |
| Portugália | 2020     | 7        | 0   |
| Összesen   | Összesen | 44       | 2   |

### Góljai a válogatottban
| # | Dátum             | Helyszín                              | Mérk. | Ellenfél   | Gólja | Végeredmény | Kiírás                           |
| - | ----------------- | ------------------------------------- | ----- | ---------- | ----- | ----------- | -------------------------------- |
| 1 | 2016. június 8.   | Estádio da Luz, Lisszabon, Portugália | 12    | Észtország | 4–0   | 7–0         | Barátságos mérkőzés              |
| 2 | 2019. március 25. | Estádio da Luz, Lisszabon, Portugália | 32    | Szerbia    | 1–1   | 1–1         | 2020-as Európa-bajnoki selejtező |

## Sikerei, díjai

### Klubcsapatokban
Porto
- Portugál bajnok: 2017–18, 2019–20
- Portugál kupa: 2019–20

### A válogatottban
Portugália U20
- U20-as világbajnokság ezüstérmes: 2011

Portugália
- Európa-bajnokság: 2016[42]

### Egyéni
- SJPF Primeira Liga az év csapata: 2016,[43] 2017[44]
- FC Porto az év játékosa – Dragão de Ouro-díj: 2016[16]
- Primeira Liga a hónap középpályása: 2017 szeptember,[45] 2017 december[46]

## Külső hivatkozások
- Danilo Luís Hélio Pereira adatlapja a Soccerway oldalon (angolul)
- Transfermarkt profil